# Паульс, Алан
А́лан Па́ульс (исп. Alan Pauls, 22 апреля 1959, Буэнос-Айрес) — аргентинский писатель, эссеист, киносценарист.

## Биография
Потомок беженцев из нацистской Германии. Преподает теорию литературы в Буэнос-Айресском университете, выступает как журналист, работает в кино. Автор эссе о Х. Л. Борхесе, Р. Барте, Ч. Павезе, М. Пуиге, Р. Арльте, Р. Боланьо, Р. Вальзере, В. Г. Зебальде и др. По его сценариям ставили фильмы Карлос Сорин, Альбертина Карри.
Отец — кинопродюсер и актёр. Брат Алана Кристиан — режиссёр и сценарист, братья Гастон, Николас и сестра Ана — актёры кино.

## Произведения

### Романы
- El pudor del pornógrafo (1984)
- El coloquio (1990)
- Wasabi (1994)
- El pasado (2003, премия Эрральде, экран. Эктор Бабенко, 2007)
- La vida descalzo (2006)
- Historia del llanto (2007)
- Historia del pelo (2010)

### Эссе
- Manuel Puig. La traición de Rita Hayworth (1986)
- Lino Palacio: la infancia de la risa (1995)
- Cómo se escribe. El diario íntimo (1996)
- El factor Borges. Nueve ensayos ilustrados con imágenes de Nicolás Helft (1996)
- Temas lentos, crónicas y ensayos (2012)

## Признание
Романы и эссе Паульса переведены на английский, французский, немецкий, итальянский, португальский, нидерландский, румынский и др. языки.

## Публикации на русском языке
- Прошлое. СПб.: Азбука-Классика, 2010
- Меньше нуля